# Garnek (Podzamcze)

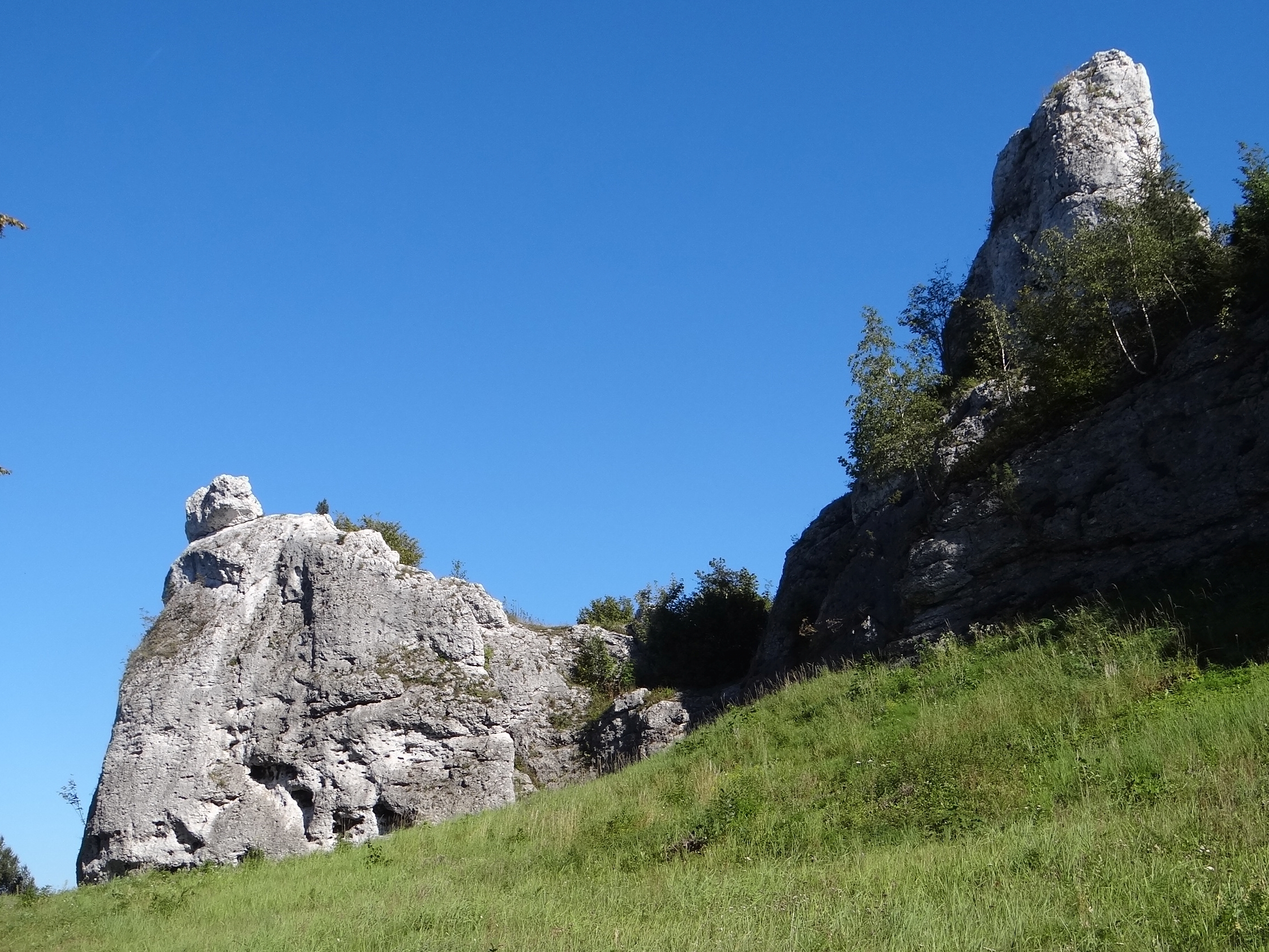
Grzebień skalny ze skałą Garnek. Po lewej stronie Adept

Garnek – skała na Wyżynie Częstochowskiej, w miejscowości Podzamcze, w województwie śląskim, w powiecie zawierciańskim, w gminie Ogrodzieniec. Znajduje się w grzebieniu skalnym po północno-wschodniej stronie Zamku Ogrodzieniec, pomiędzy skałami Adept i Okiennik. 
Garnek znajduje się na terenie otwartym, jego północno-zachodnia ściana opada na niewielką polankę, przez którą biegnie droga polna. Sąsiednie skały (Okiennik i Adept) są obiektem wspinaczki skalnej, Skała Garnek to niewybitna skała i nie zainteresowała wspinaczy.